# Departamento de Yaví
Departamento de Yaví är en kommun i Argentina.   Den ligger i provinsen Jujuy, i den norra delen av landet, 1 500 km norr om huvudstaden Buenos Aires.
Omgivningarna runt Departamento de Yaví är i huvudsak ett öppet busklandskap. Runt Departamento de Yaví är det mycket glesbefolkat, med 6 invånare per kvadratkilometer.